# Frascaro
Frascaro (piemontesisch Frasché) ist eine Gemeinde in der italienischen Provinz Alessandria (AL), Region Piemont.

## Lage und Einwohner
Die Gemeinde Frascaro liegt rund 12 Kilometer südwestlich von der Provinzhauptstadt Alessandria entfernt. Das Gemeindegebiet umfasst eine Fläche von 5,26 km² und hat 426 (Stand 31. Dezember 2023) Einwohner.
Die Nachbargemeinden sind Borgoratto Alessandrino, Carentino, Castellazzo Bormida, Gamalero und Mombaruzzo (AT).

## Geschichte
Der Ortsname ist seit dem Ende des 12. Jahrhunderts in der Form „Frascarus“ belegt. Der Ursprung des Namens scheint das lateinische FRASCARIUM zu sein, was „Hain aus Büschen“ bedeutet. Seine Ursprünge reichen bis ins Mittelalter zurück. Die ersten historischen Nachrichten stammen aus einem Dokument aus dem Jahr 1192, in dem von der Übertragung an die Familie Guasco di Bisio die Rede ist. Die Familie Trotti aus Alessandria besaß hier zahlreiche Besitztümer, darunter ein Bauernhaus und eine befestigte Burg. 
Im Jahr 1674 ging es als Lehen an Graf Carlo Guasco über, der es durch eine Belehnung durch Karl II. von Spanien erhielt. Seine Geschichte war lange Zeit eng mit der der nahegelegenen Gemeinde Gamalero verknüpft, von der es bis ins 19. Jahrhundert verwaltungsmäßig abhängig war. 

## Sehenswürdigkeiten

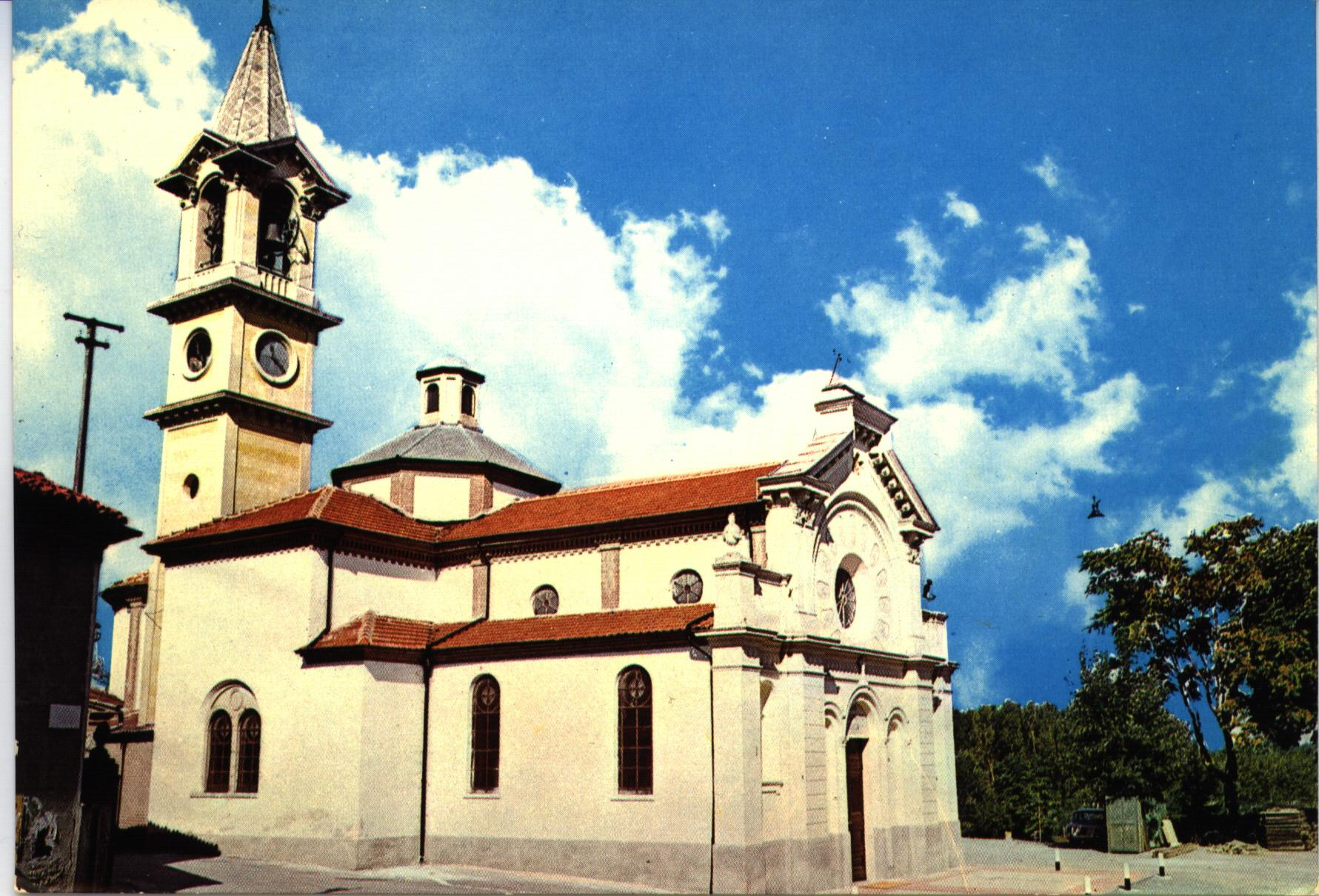
Pfarrkirche San Nicola

- Die der Madonna degli Angeli gewidmete Kirche, die in den 1960er Jahren anstelle der alten Kapelle mit dem Titel „Spes nostra, salve“ erbaut wurde.
- Die Pfarrkirche San Nicola aus dem Jahr 1219, die im 19. Jahrhundert umgebaut und zwischen 1912 und 1914 unter der Leitung des alexandrinischen Architekten Strango vollständig erneuert wurde. Im Inneren können Dekorationen und Fresken des Malers Luigi Laiolo bewundert werden.
- Der Palast, der heute das Rathaus und Schulen beherbergt und im Jahr 1900 erbaut wurde.

## Kulinarische Spezialitäten
Bei Frascaro werden Reben der Sorte Barbera für den Barbera d’Asti, einen Rotwein mit DOCG Status angebaut.